# Mensur (musikinstrument)
Mensur (från latin: ’’mensura’’; tyska ’’Mensur’’, engelska "measure", franska "mesure", italienska "misura") används för att beteckna olika musikaliska mått.

## Stränginstrument
Hos stränginstrument betecknar mensuren längden av den svängande delen av en sträng. Kortas en sträng av till hälften utan att dess spänning förändras stiger tonhöjden en oktav. Är den ursprungliga tonhöjden ostruket c (c°), blir den nya ettstruket c (c¹). Låter man enbart en tredjedel av strängens längd ljuda, blir tonen en oktav plus en kvint högre än den ursprungliga. Med utgångspunkt från c° erhålls därmed ettstruket g (g¹).  En fjärdedels stränglängd ger tvåstruket c (c²) och en femtedel tvåstruket e (e²), och så vidare.
Även vid full stränglängd skapar strängdelarna dessa toner i form av övertoner till grundtonen. Vid anslag av ostruket c erhålles således en hel serie med deltoner: c°, c¹, g¹, c², e², g², b², c³, d³, e³, och så vidare. De allt högre deltonerna ljuder med successivt avtagande styrka men färglägger klangen.
På en gitarr kallas ofta mensur för skallängd. Meningen är densamma: Den teoretiska längden på en lös sträng, men på en gitarr beräknar man den genom att mäta avståndet mellan översadeln och 12:e band och sedan multiplicera med två. Att detta inte ger ett exakt värde beror på att den faktiska skallängden bland annat tar hänsyn till att strängen töjer sig när den trycks mot greppbrädan.
| Gitarr                                | Antal band          | Mensur          |
| ------------------------------------- | ------------------- | --------------- |
| Klassisk kort (nylon)                 | 20                  | 650 mm/25.6"    |
| Klassisk lång (nylon)                 | 20                  | 660 mm/26"      |
| Fender Stratocaster & Telecaster      | äldre: 21 nyare: 22 | 647 mm/25.5"    |
| Fender Jaguar                         | 22                  | 610 mm/24"      |
| Fender Duosonic & Fender Mustang      | 19                  | 571 mm/22.5"    |
| Fender Bajo Sexto Baritone Telecaster | 24                  | 766 mm/30.1562" |
| Gibson Les Paul                       | 22                  | 629 mm/24,75"   |
| Gibson Byrdland                       | 22                  | 597 mm/23.5"    |
| Gibson long scale (akustiska)         | 20                  | 647 mm/25.5"    |
| National                              | 20                  | 635 mm/25"      |
| PRS                                   | 22 eller 24         | 635 mm/25"      |
| Hagström Swede                        | 22                  | 628 mm/24,75"   |
| Hagström Super Swede                  | 22                  | 648 mm/25,5"    |

## Blåsinstrument
Hos blåsinstrument skiljer man mellan längdmensur och viddmensur. 

### Längdmensur
Längdmensuren har samma påverkan på tonhöjden som hos stränginstrument. En hälften så lång luftpelare ger en ton som ligger en oktav högre, en tredjedels luftpelare en oktav plus en kvint, och så vidare. Därav följer också, att vid en fördubbling av luftpelaren blir tonhöjden en oktav lägre. Liksom för en sträng blir deltonserien vid utgångspunkt från ostrukna c: c°, c¹, g¹, c², e², g², b², c³, d³, e³, och så vidare.
Täcker man en öppen pipas luftpelare, sjunker tonhöjden en oktav, dessutom försvinner alla jämna deltoner i övertonserien. Detta påverkar klangpyramiden avsevärt, eftersom vi får en kvint som första överton och en ters som andra. Med samma grundton som ovan (ostruket c) blir deltonserien: c°, g¹, e², b², d³, och så vidare. Man skulle kunna karakterisera klangen som ”ihålig”. Gör man den täckta pipan konisk kommer de jämna deltonerna dock med – om än rätt svagt. En vidgning av överdelen i förhållande till basen dämpar övertonerna, utan att grundtonen blir motsvarande starkare, såsom det skulle ha skett med genomgående ökning av diametern. 
Genom att modifiera anblåsningen kan grundtonen undertryckas, så att i stället den första övertonen (andra deltonen) blir grundton. Denna överblåsning åstadkoms på litet olika sätt beroende på typen av instrument. På flöjtinstrument skapar man en snabbare luftström, ev. också en förändrad anblåsningsvinkel. På rörbladsinstrument ökar man bl.a. läpptrycket mot rörbladet och på trumpetinstrument spänner man läpparna hårdare.

### Viddmensur
Ett blåsinstruments klangfärg är avhängig dels av tonalstringssättet, dels av luftrummets utformning och relativa dimensioner. Med en, i förhållande till längden, vid omkrets hos luftpelaren erhålles en ’rund’, övertonsfattig klang medan motsatta förhållanden gör att denna blir övertonsrik och strykande.
Genom att ge luftpelaren olika grad av konisk form i stället för cylindrisk varieras klangen ytterligare. 

## Piporglar
När det gäller orglar talar man, på samma sätt som för övriga blåsinstrument, om pipornas längd- och viddmensur. Hos orgelpipor finns det dock även andra viktiga och intressanta mått:

### Labialstämmor
Hos läppipor har pipmunnens utformning stor inverkan på klangbilden. En smal mun med hög uppskärning betyder mindre påverkan av luftpelaren i pipan, vilket ger svaga övertoner. En bred mun med lägre uppskärning ger kraftigare påverkan, vilket förstärker övertonerna på bekostnad av grundtonen, varigenom tonen blir fastare, ljusare och starkare.
Kärnspaltens bredd och öppning bestämmer också med vilken kraft luftpelaren angrips; en bred kärnspalt låter naturligtvis en större luftmängd passera än en smal. Avgörande är också hur inställningen av kärna och över- och underlabium är i förhållande till varandra, d.v.s. hur luftströmmen från pipfoten träffar överlabiet. 

### Lingualstämmor
Hos tungpipor är tungans mensur intressant. Tonhöjden bestäms av tungans längd, vilken kan regleras via en mot denna liggande krycka. Genom att knacka stämkryckan nedåt avkortas den fria delen av tungan, som därför svänger snabbare, så att tonhöjden stiger; omvänt blir tonhöjden lägre, om man knackar stämkryckan uppåt. Även ljudbägarens resonans har dock ett visst inflytande på tungans svängningstal. 
Detta inflytandet är huvudsakligen avhängigt av ljudbägarens längd; korta ljudbägare, som ger resonans för de högre deltonerna, har relativt ringa inflytande på tungans ton, medan längre ljudbägare, som är avstämda efter grundtonens eller andra deltonens våglängd, har så kraftig resonans, att tungtonen och bägartonen måste samarbeta. Tungans ton skall alltså vara avstämd, så att den motsvarar ljudbägarens resonans, vilken kan vara så kraftig, att den förskjuter tungtonen flera halvtoner eller kväver den fullständigt, om den är inställd på ett svängningstal som inte ger resonans.
Även tungans tjocklek är viktig. I allmänhet ger tunna, breda och styva tungor fler övertoner än tjocka, smala och mjuka, men här spelar också lufttrycket i foten stor roll liksom även tungans böjning.
Ljudbägarens form, cylindrisk eller konisk har också betydelse för övertonsskapandet. Flata, cylindriska bägare med stor spaltöppning i förhållande till tungmensuren befordrar övertonerna, medan djupa, koniska bägare, tillspetsade uppåt och med liten spaltöppning undertrycker övertonerna. Uppsatsens vikt och material har också betydelse. Ett effektivt medel att motverka övertonsrikedom är att belägga dess ytor med skinn.

## Allmänna källor
- Poul-Gerhard Andersen: Orgelbogen – Klangteknik, arkitektur og historie, Munksgaard, København (1955)
- Jan-Håkan Åberg: En liten orgelbok, Svenska kyrkans diakonistyrelses bokförlag, Stockholm (1958)
- Sohlmans musiklexikon, Sohlmans förlag AB, Stockholm (1975-1979)
- Hans Hellsten: Instrumentens drottning – Orgelns historia och teknik, Natur och kultur, Stockholm (2002), ISBN 91-27-09354-9